# Wagner-Gleichung
Die Wagner-Gleichung beschreibt den Zusammenhang des Sättigungsdampfdrucks P mit der Temperatur T. Sie ist eine rein empirische Gleichung.

## Die Gleichung
In der Originalveröffentlichung wird folgende Gleichung definiert:
{\displaystyle \ln P_{\mathrm {r} }={\frac {n_{1}\cdot \tau +n_{2}\cdot \tau ^{1,5}+n_{3}\cdot \tau ^{3}+n_{4}\cdot \tau ^{6}}{T_{\mathrm {r} }}}}
mit {\displaystyle P_{\mathrm {r} }={\frac {P}{P_{\mathrm {c} }}}}, dem reduzierten Druck und {\displaystyle T_{\mathrm {r} }={\frac {T}{T_{\mathrm {c} }}}}, der reduzierten Temperatur, und {\displaystyle \tau =1-T_{\mathrm {r} }=1-{\frac {T}{T_{\mathrm {c} }}}}.
Ambrose änderte die Exponenten wie folgt:
{\displaystyle \ln P_{\mathrm {r} }={\frac {n_{1}\cdot \tau +n_{2}\cdot \tau ^{1,5}+n_{3}\cdot \tau ^{2,5}+n_{4}\cdot \tau ^{5}}{T_{\mathrm {r} }}}}
und verwendete diese Form bei der Ambrose-Walton-Methode, einer Korrespondenzprinzipmethode zur Abschätzung des Sättigungsdampfdrucks.
Die Parameter n1, n2, n3 und n4 sind stoffspezifisch und werden an experimentelle Sättigungsdampfdrücke angepasst. Die Wagner-Gleichung ist in der Lage, die gesamte Sättigungsdampfdruckkurve vom Tripelpunkt bis zum kritischen Punkt mit hoher Genauigkeit zu beschreiben.

## Beispielparameter
Die Parameter gelten für die 2,5/5-Variante:
|         | n1       | n2       | n3       | n4       | Pc / kPa | Tc / K |
| ------- | -------- | -------- | -------- | -------- | -------- | ------ |
| Wasser  | −7,18274 | −0,00412 | 0,00825  | −4,46463 | 22048    | 647,3  |
| Ethanol | −9,28741 | 3,15687  | −7,72514 | 6,07037  | 6383     | 516,2  |
| Benzol  | −6,84783 | 1,01932  | −1,02347 | −5,1528  | 4894     | 562,1  |
| Aceton  | −7,66267 | 1,95961  | −2,54259 | −2,23283 | 4701     | 508,1  |

Weitere Beispiele:
|                    | n1      | n2     | n3      | n4      | Pc / bar | Tc / K  |
| ------------------ | ------- | ------ | ------- | ------- | -------- | ------- |
| Wasser             | −7,8687 | 1,9014 | −2,3004 | −2,0845 | 220,64   | 647,096 |
| Ammoniak           | −7,4648 | 2,1046 | −2,6357 | −0,9621 | 113,5    | 405,5   |
| 2,2-Dimethylpropan | −6,9511 | 1,5422 | −1,7735 | −3,3642 | 31,99    | 433,8   |